# Vilémov (okres Děčín)
Vilémov (německy Wölmsdorf) je obec v okrese Děčín v Ústeckém kraji. Leží v nejsevernější části České republiky, ve Šluknovském výběžku při hranicích s Německem, v údolí Vilémovského potoka v nadmořské výšce 322 m. Leží na železniční trati Rumburk–Sebnitz, č. 083. Žije zde 859 obyvatel.

## Historie
První písemná zmínka pochází z roku 1410.

### Poutní místo
Počátky katolického poutního místa se vážou k zázraku s pramenem léčivé vody. Podle místní kroniky zde adoptovanou dceru místního sedláka postihlo malomocenství. Celá ves se jí vyhýbala ze strachu před nákazou. Když 19. října 1646 jako obvykle vyhnala stádo krav na pastvu, přilétli k ní dva andělé a dali jí napít vody z místní studánky. Příští měsíc se dívka na radu andělů opět napila té vody a omyla si v ní postiženou tvář i nohy. Uzdravila se a zpráva o zázračné moci vody se rychle rozšířila po okolí. Vyzkoušeli ji i majitelé panství Hainšpach, slavný Jan Jáchym Slavata z Chlumu a Košumberka, který dal nad pramenem postavit kapli s obrazem Panny Marie Bolestné, a po něm Marie Trautsonová, ovdovělá hraběnka Slavatová a Leopold Antonín Salm-Reifferscheidt (1699–1769), kteří dali za záchranu hraběte před medvědem ve Vilémově postavit poutní barokní kostel (1728–1731), později doplněný o most se sochami.

## Osobnosti
- Jakob Richter (1847–1916), textilní podnikatel, okresní starosta v Šluknově a poslanec zemského sněmu

## Obyvatelstvo
|                                                       | 1869 | 1880 | 1890  | 1900  | 1910  | 1921  | 1930  | 1950 | 1961 | 1970 | 1980 | 1991 | 2001 | 2011 |
| ----------------------------------------------------- | ---- | ---- | ----- | ----- | ----- | ----- | ----- | ---- | ---- | ---- | ---- | ---- | ---- | ---- |
| Obyvatelé                                             | 769  | 838  | 1 028 | 1 080 | 1 238 | 1 122 | 1 350 | 845  | 703  | 771  | 929  | 991  | 960  | 859  |
| Domy                                                  | 94   | 123  | 135   | 147   | 168   | 174   | 204   | 236  | 163  | 147  | 138  | 183  | 181  | 210  |
| Data z roku 1961 zahrnují domy z místní části Dolina. |      |      |       |       |       |       |       |      |      |      |      |      |      |      |

## Pamětihodnosti

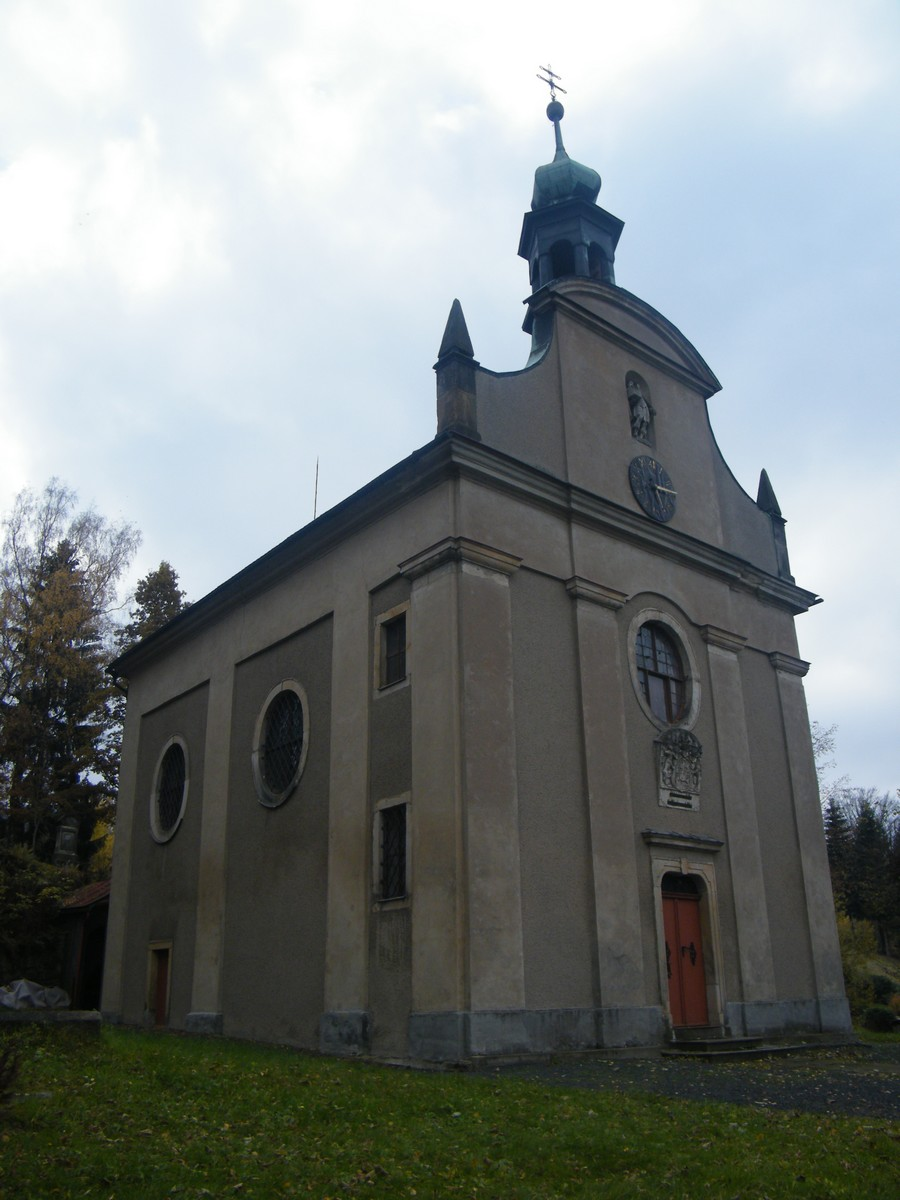
Kostel Nanebevzetí Panny Marie (2015)

- Kostel Nanebevzetí Panny Marie je jednolodní obdélná barokní stavba postavená podle projektu neznámého architekta v letech 1728–1731 stavitelem Zachariasem Hoffmannem z Lipové. Ve štítu kostela je nika se sochou rakouského knížete svatého Leopolda, dílo Kryštofa Riedla z Velkého Šenova, z roku 1736. V interiéru je hlavní oltář z let 1733–1734 sochaře Domenica Martiniho, na něm poutní černá madona mezi anděly s erbem rodu Slavatů a letopočtem 1713 a skupina Zvěstování Panně Marii. Později byly doplněny boční oltáře svatého Jiljí a svatého Vincence z Ferrery. Nad vstupním portálem je vsazena deska se salmovským a slavatovským znakem, na pásce se zlaceným nápisem s chronogramem 1726: „EX VOTO STRVIT COMES LEOPOLDVS“ (česky Podle slibu postavil hrabě Leopold). Do základního kamene kostela byla vložena listina datovaná 22. srpna 1728. V interiéru se také nachází hrobka Leopolda Salma z roku 1774 s vyobrazením hraběte a daty, kdy vyvázl z nebezpečí ohrožení života. Objekt byl renovován z milodarů věřících v letech 1969–1971.
- Sochy svatého Josefa a svaté Anny
- Venkovská usedlost čp. 71
- Měšťanský dům čp. 39
- Křížová cesta s výklenkovými kaplemi a s Božím hrobem z 19. století
- Starý hřbitov uprostřed křížové cesty byl vybudován roku 1844, v roce 1889 byl rozšířen.[7] Roku 1910 jej doplnila původně secesní hřbitovní kaple. Její architektonická hodnota je ovšem narušena pozdějšími úpravami.
- Vilémovský viadukt na trati Rumburk–Sebnitz, postavený v letech 1903–1904